# Islandska kruna
Islandska kruna je službena valuta Islanda. ISO 4217 kod za islandsku krunu je ISK. 
Islandska kruna je potpuno konvertibilna valuta, ali spada u valute niskog značenja u svijetu. Središnja banka potpuno kontrolira sve poslove vezane uz valutu, a valuta je usko povezana i uvijek promjenjiva za US dolar, kanadski dolar te sve valute nordijskih zemalja (švedska kruna, norveška kruna, danska kruna) i Euro.

## Novčanice
| Novčanice islandske krune | Novčanice islandske krune     |
| Apoen                     | Ličnost                       |
| ------------------------- | ----------------------------- |
| 10                        | Arngrímur Jónsson the Learned |
| 50                        | Guðbrandur Þorláksson         |
| 100                       | Árni Magnússon                |
| 500                       | Jón Sigurðsson                |
| 1000                      | Brynjólfur Sveinsson          |
| 2000                      | Jóhannes Kjarval              |
| 5000                      | Ragnheiður Jónsdóttir         |

## Kovanice
Slike kovanica islandske krune

## Vanjske poveznice
- Ron Wise's World Paper Money Homepage - Islandske novčanice
- Don's World galerija kovanica
- Vitaly Getmansky kovanice

| Yahoo! Finance: | AUD CAD CHF EUR GBP HKD JPY USD |
| XE.com:         | AUD CAD CHF EUR GBP HKD JPY USD |